# El Moyesser
El Moyesser è uno dei sette comuni del dipartimento di Boutilimit, situato nella regione di Trarza in Mauritania. Nel censimento della popolazione del 2000 contava 2.405 abitanti.